# Iglesia y convento de Nuestra Señora del Monte Carmelo

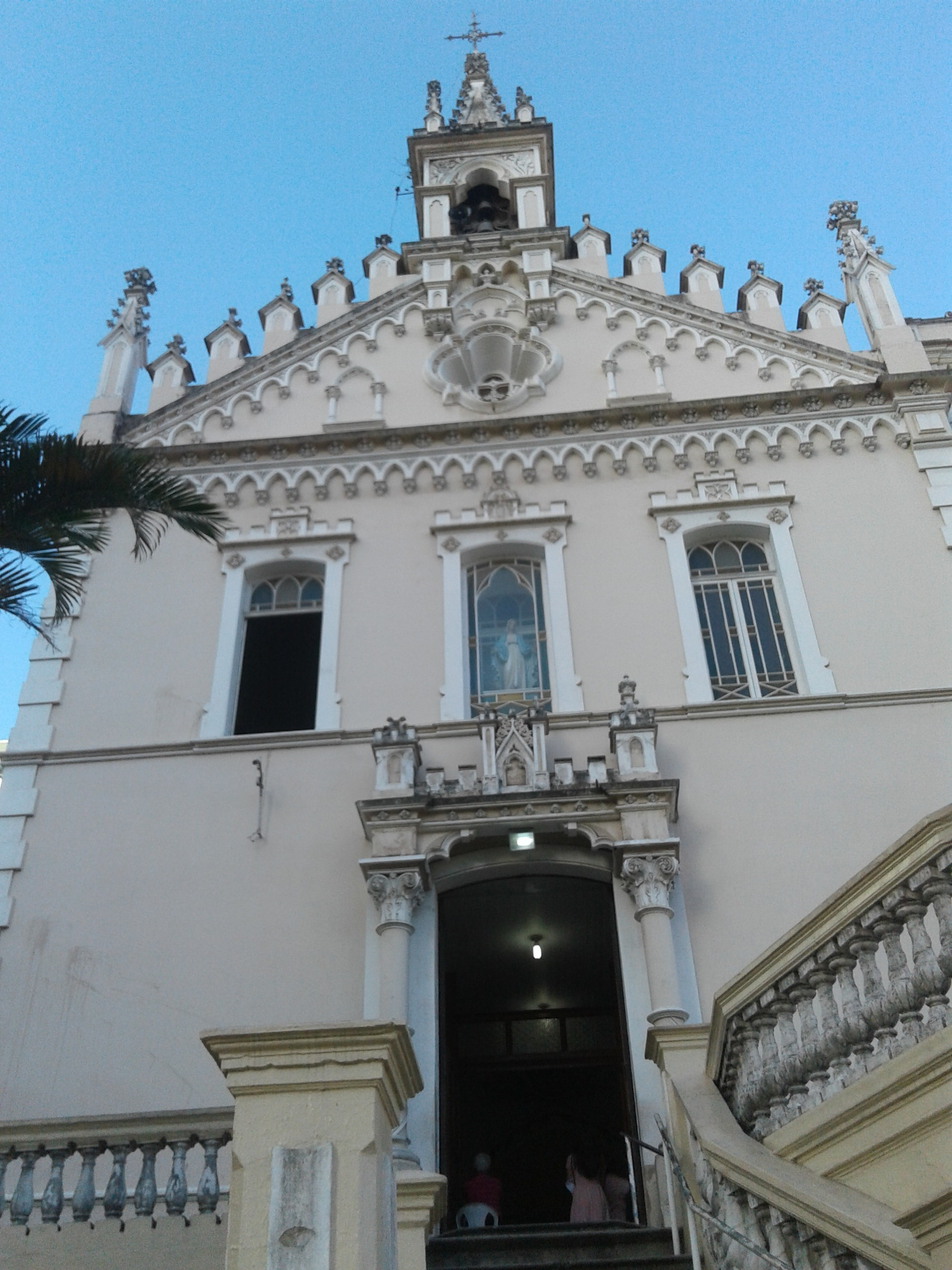
Fachada de la Iglesia y Convento do Carmo.

La Iglesia y convento de Nuestra Señora del Monte Carmelo es un templo católico localizado en la ciudad de Vitória, capital del estado brasileño de Espírito Santo.

## Historia
El inmueble fue fundado en 1682 por la orden de los padres carmelitas que llegaron a Espírito Santo alrededor de 1675. Originalmente el conjunto era formado por el convento, por la Iglesia de Nuestra Señora del Monte Carmelo y por la Capilla de la Orden Tercera. Todos poseían estilo colonial con líneas barrocas.
En 1872 el gobierno provincial asumió el edificio y llegó a utilizarlo como cuartel militar.
El conjunto de edificios sufrió modificaciones y reformas a lo largo del tiempo: en 1910 pasó por una gran reforma y fue construido un nuevo piso; en 1913 la fachada fue totalmente modificada por una reforma que borró los trazos barrocos y creó una nueva fachada en estilo neogótico que se mantiene hasta los días actuales. En 1930 la capilla de la Orden Tercera es demolida. 
La fachada del templo fue tombada por el Consejo Provincial de Cultura en 1984.